# Hans Brugger (Politiker)
Hans Brugger (laut Taufbuch Johann Friedrich) (* 25. September 1898 in Klagenfurt; † 6. Januar 1946 in Stolzalpe) war ein österreichischer Rechtsanwalt und Politiker.

## Leben
Brugger war der Sohn des promovierten Zahnarztes Ambros Brugger (* 9. Dezember 1868; † 1950) und dessen Ehefrau Maria Carolina geb. Berthold (* 4. Januar 1875, † 1970). Er war römisch-katholisch und blieb ledig.
Brugger besuchte das Gymnasium in Klagenfurt und legte 1917 die Matura ab. Ein Jusstudium an der Universität Wien schloss er 1921 mit der Promotion zum Dr. iur. ab. Ab 1929 war Rechtsanwalt in Klagenfurt. Ab 1935 war er Mitglied des Disziplinarrates der Kärntner Rechtsanwaltskammer.
Im Dezember 1938 wurde er durch die Nationalsozialisten aus der Liste der Rechtsanwälte gestrichen.
Brugger war Bezirksleiter der Vaterländischen Front und Bezirksführer des Heimatschutzverbandes. Im Ständestaat war er vom 19. November 1934 bis zum 11. März 1938 als Vertreter der Freien Berufe Mitglied im Ständischen Kärntner Landtag. Im Landtag war er Mitglied des Ordnungs- und des Verfassungsausschusses.
Er ist auf dem Friedhof Annabichl begraben.